# The World Factbook
The World Factbook est une publication annuelle officielle de la CIA détaillant chaque pays du monde, des points de vue géographique, démographique, politique, économique, des communications et militaire.
The World Factbook est conçu par la CIA pour l'usage des organisations gouvernementales, ainsi le style, la mise en page et le contenu sont principalement conçus pour répondre à leurs exigences. Cependant, il est fréquemment employé comme source d'information par les universités, les sites web et les publications non gouvernementales. En tant que produit du gouvernement des États-Unis, il fait partie du domaine public.

## Les sources
Pour la collecte des informations, la CIA emploie les sources énumérées dans la liste non exhaustive suivante : 
- Antarctic Information Program (National Science Foundation)
- Armed Forces Medical Intelligence Center (département de la Défense des États-Unis)
- Bureau du recensement des États-Unis (département du Commerce des États-Unis)
- Bureau of Labor Statistics (département du Travail des États-Unis)
- Central Intelligence Agency
- Council of Managers of National Antarctic Programs
- Defense Intelligence Agency (département de la Défense)
- Département de l'Énergie des États-Unis
- Département d'État des États-Unis
- US Fish and Wildlife Service (département de l'Intérieur)
- US Maritime Administration (département des Transports des États-Unis)
- National Geospatial-Intelligence Agency (département de la Défense)
- Naval Facilities Engineering Command (en) (département de la Défense)
- Office of Insular Affairs (en) (département de l'Intérieur)
- Office of Naval Intelligence (département de la Défense)
- US Board on Geographic Names (département de l'Intérieur)
- US Transportation Command (département de la Défense)
- Oil and Gas International

D'autres sources, privées ou publiques, sont également consultées.

## Droit d'auteur
Du fait que le Factbook se trouve dans le domaine public, tout le monde est libre de redistribuer et modifier le contenu de quelque manière qu'il le souhaite, sans la nécessité d’une autorisation de la CIA. Cependant, la CIA demande à être citée lorsque le Factbook est utilisé. Le sceau officiel de la CIA ne peut pas par contre être copié sans autorisation comme le mentionne le CIA Act of 1949 (U.S.C., titre 50, section 403m). Une utilisation abusive du sceau de la CIA peut entraîner des poursuites judiciaires.

« Federal law prohibits use of the words "Central Intelligence Agency," the initials "CIA," the seal of the Central Intelligence Agency, or any colorable imitation of such words, initials, or seal in connection with any merchandise, impersonation, solicitation, or commercial activity in a manner reasonably calculated to convey the impression that such use is approved, endorsed, or authorized by the Central Intelligence Agency. »

## Actualisation et disponibilité

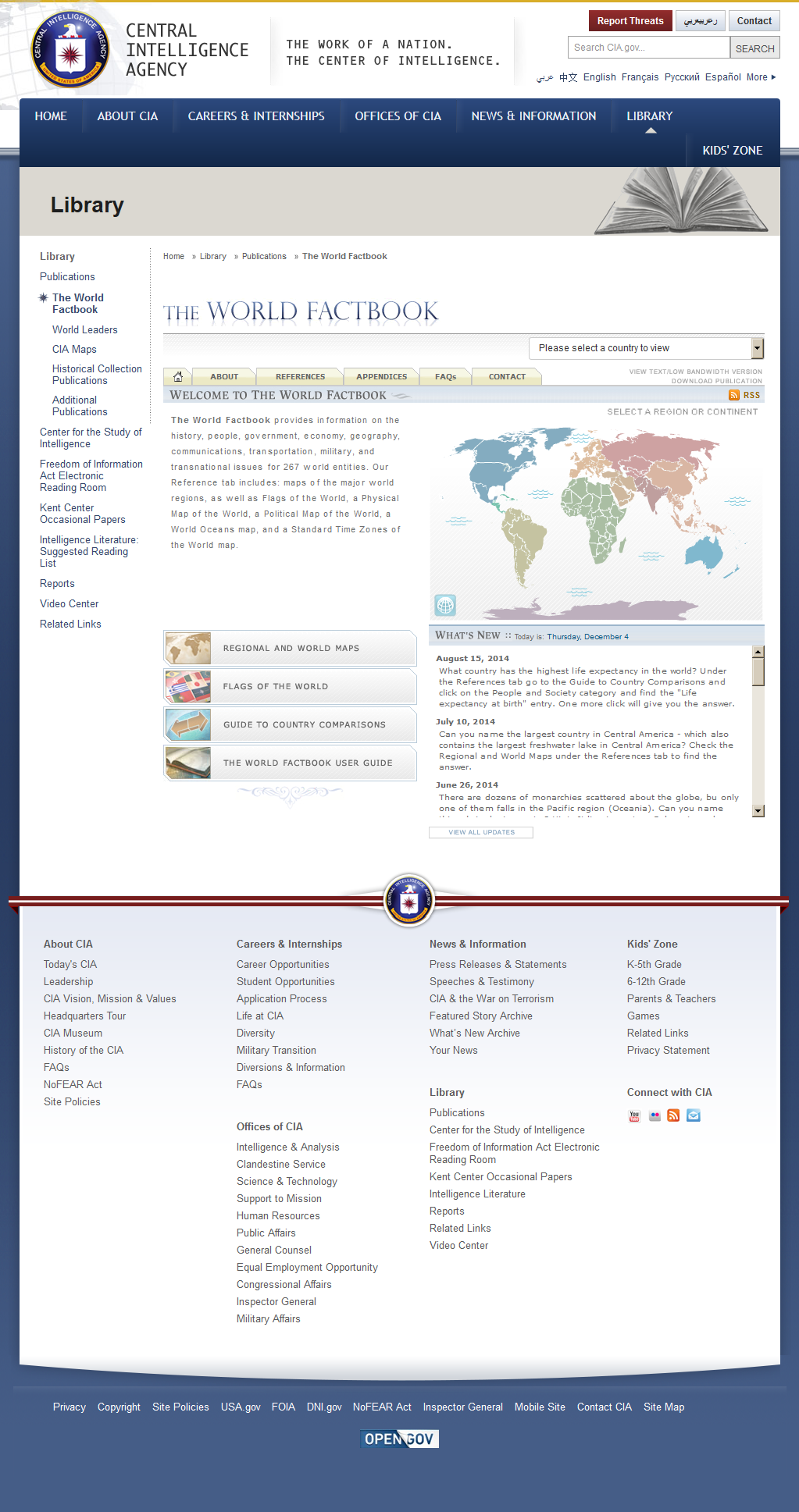
Le site web de The World Factbook tel qu'il apparaissait en janvier 2010.

Jusqu'en novembre 2001, le site web The World Factbook était mis à jour annuellement, puis tous les quinze jours jusqu'en 2010. Depuis lors, le site web est mis à jour chaque semaine ; l'édition papier restant actualisée annuellement. Généralement, les informations employées pour la création de la version papier sont celles disponibles au 1er janvier de chaque année.

### L'édition gouvernementale
La première version classifiée de The World Factbook fut éditée en août 1962 et une version déclassifiée fut publiée en juin 1971. The World Factbook est accessible au public en version imprimée depuis 1975 et sur Internet depuis octobre 1994. La version électronique reçoit en moyenne six millions de visites mensuelles, et peut aussi être téléchargée. La version imprimée est disponible et est publiée chaque milieu d'année. Cette version est distribuée par le Government Printing Office et le National Technical Information Service. Les fonctionnaires du gouvernement américain peuvent généralement obtenir l'œuvre par le biais de leur département ou par un canal de liaison de la CIA. Dans le passé, le Factbook fut également disponible sur CD-ROM, microfiche, piste magnétique, et disquette.

### Rééditions
De nombreux sites Web, notamment Wikipédia, utilisent les informations et images provenant du World Factbook. Certains éditeurs comme Grand River Books, Potomac Books (autrefois connu comme Brassy's Inc.) et Skyhorse Publishing publient des rééditions de The World Factbook dans différents formats afin d'élargir le public de la publication officielle. De nombreuses versions électroniques du Factbook sont en vente depuis les années 1980. Ces éditeurs ne font aucune réclamation de copyright sur leur propre édition.

## Entités analysées
En janvier 2011, le Factbook contenait 267 entités.
Ces entités peuvent être séparées en plusieurs catégories qui sont :
- pays indépendants : les entités appartenant à cette catégorie sont définies par la CIA comme « une organisation politique à l'intérieur d'un État possédant un territoire défini »[17]. 194 entités appartiennent à cette catégorie ;
- les autres : cette catégorie recense les territoires n'appartenant pas à la liste des pays indépendants. Actuellement[Quand ?], il y en a deux : Taïwan et l'Union européenne ;
- territoires dépendants et zones de souveraineté spéciale : Appartiennent à cette catégorie les territoires affiliés à d'autres pays. Elle est divisée en sous-catégorie suivant le pays auxquels ils sont affiliés :
  - Australie : six entités,
  - Chine : deux entités,
  - Danemark : deux entités,
  - États-Unis : quatorze entités,
  - France : neuf entités,
  - Pays-Bas : trois entités,
  - Nouvelle-Zélande : trois entités,
  - Norvège : trois entités,
  - Royaume-Uni : dix-sept entités,
- divers : cette catégorie est dédiée à l'Antarctique et aux territoires contestés. Elle contient six entités ;
- autres entités : cette catégorie constitue le monde et les océans. Il y a cinq océans et le monde (un résumé de l'ensemble des 265 autres entrées)[1].

## Singularités et polémiques

### Politique

#### Zones non couvertes
Certaines régions possédant un pays ou des zones disputées entre plusieurs États, tels que le Kurdistan et le Cachemire ne sont pas prises en compte, mais certaines régions dont le statut est disputé tel que les Îles Spratley sont répertoriées.
Des secteurs sous-nationaux de pays (tels que des États des États-Unis ou les provinces et territoires du Canada) ne sont pas inclus. Le Factbook renvoie à « une bonne encyclopédie » pour les besoins de référence. Cette règle a été mise en place dans l'édition 2007 avec la suppression de la Guyane française, de la Guadeloupe, de la Martinique, et de La Réunion. Ces territoires furent enlevés du fait que, sans compter qu'ils soient des départements d'outre-mer, ils sont devenus des régions d'outre-mer, ayant le même titre que les régions métropolitaines de la France. Cette règle n'est cependant pas absolue, car plusieurs zones à statut particulier figurent au CIA WFB, comme la région administrative spéciale de Macao, en Chine.

#### Birmanie / Myanmar
Les États-Unis ne reconnaissent pas le renommage de la Birmanie en « Myanmar » par les forces militaires régnantes et conservent l’entrée du pays en tant que « Birmanie ». Du fait que le nom « n’a nullement été approuvé par une quelconque législation en place en Birmanie », le gouvernement américain n’a jamais adopté la dénomination « Myanmar ».

#### Cachemire
Les cartes représentant le Cachemire ont la frontière entre l'Inde et le Pakistan tracée à la Line of Control, mais la région du Cachemire occupée par la république populaire de Chine, Aksai Chin, y est hachurée.

#### Chypre du Nord
Chypre du Nord est considéré comme une partie de la république de Chypre par le gouvernement des États-Unis et ainsi ne possède pas sa propre entrée car « les territoires occupés/annexés non reconnus par le gouvernement américain ne sont pas affichés sur les cartes officielles ».

#### Kosovo
Le 28 février 2008, la CIA a ajouté une entrée pour le Kosovo, qui auparavant était exclu du Factbook. La déclaration d'indépendance du Kosovo n'est pas reconnue notamment par la Serbie qui considère toujours le Kosovo comme son propre territoire.

#### Macédoine
L'ancienne république yougoslave de Macédoine est libellée en tant que « Macédoine » en dépit du fait qu’aucune organisation internationale telle que l’Organisation des Nations unies, l’Union européenne, l’OTAN, l’Union européenne de radio-télévision, et le Comité international olympique n'utilise cette forme courte (ils utilisent tous la phrase « l'ancienne république yougoslave de Macédoine »). L’histoire du nom utilisé pour l’entrée est un peu complexe. Dans l’édition 1992, l’entrée pour la nation était listée sous l’ancienne forme (en même temps, de nouvelles entrées furent rajoutées pour les 20 pays qui ont été formés à la suite de la dislocation de l'Union soviétique et de la Yougoslavie ; les entrées de ces deux pays furent alors supprimées). Dans l’édition de 1994, l’entrée fut changée pour « l'ancienne république yougoslave de Macédoine », pour toute une décennie. Finalement dans l’édition 2005, l’entrée changea de nom pour « Macédoine ». Ceci est venu après une décision des États-Unis en novembre 2004 d'utiliser la détermination « république de Macédoine » pour se  rapporter à l'ancienne république yougoslave de Macédoine.

#### Taïwan / république populaire de Chine
Taïwan se trouve dans une entrée séparée non listée sous la lettre « T », mais à la fin de la liste. La république de Chine n'est pas listée comme le nom officiel de Taïwan dans la partie Gouvernement, ceci étant dû à la reconnaissance par le gouvernement américain de la politique d'une seule Chine énonçant qu'il n'existe qu'une seule Chine — la république populaire de Chine — dont Taïwan fait partie. Le nom « république de Chine » fut brièvement rajouté le 27 janvier 2005 mais fut depuis retiré.

#### Timor oriental / Timor-Leste
Le 19 juillet 2007, l'entrée pour le Timor oriental fut renommé en « Timor-Leste » à la suite d'une décision de l'US Board on Geographic Names.

#### Union européenne
Le 16 décembre 2004, la CIA ajouta une nouvelle entrée pour l’Union européenne. D’après la CIA, l’Union européenne fut ajoutée, car elle « continue à avoir des caractéristiques de plus en plus proche d’une nation ». Leur raisonnement fut expliqué dans une petite déclaration dans l’introduction :

« The evolution of the European Union (EU) from a regional economic agreement among six neighboring states in 1951 to today's supranational organization of 25 countries across the European continent stands as an unprecedented phenomenon in the annals of history. Dynastic unions for territorial consolidation were long the norm in Europe. On a few occasions even country-level unions were arranged - the Polish-Lithuanian Commonwealth and the Austro-Hungarian Empire were examples - but for such a large number of nation-states to cede some of their sovereignty to an overarching entity is truly unique. Although the EU is not a federation in the strict sense, it is far more than a free-trade association such as ASEAN, NAFTA, or Mercosur, and it has many of the attributes associated with independent nations: its own flag, anthem, founding date, and currency, as well as an incipient common foreign and security policy in its dealings with other nations. In the future, many of these nation-like characteristics are likely to be expanded. Thus, inclusion of basic intelligence on the EU has been deemed appropriate as a new, separate entity in The World Factbook. However, because of the EU's special status, this description is placed after the regular country entries. »

« L’évolution de l’Union européenne (UE), d’un accord économique régional entre 6 États frontaliers en 1951 à son actuelle organisation supranationale de 25 pays à travers le continent européen, constitue un phénomène sans précédent dans les annales de l’Histoire. Les unions dynastiques pour la fusion des territoires ont longtemps été la norme en Europe. Parfois, même les unions à l’échelle des pays furent arrangées – la république des Deux Nations et l’Empire austro-hongrois en sont des exemples – mais le fait, pour un si grand nombre d’États-nations, de céder de leur souveraineté à une entité supranationale est vraiment unique. Bien que l’UE ne soit pas une fédération au sens strict, elle est bien plus qu’une association de libre-échange comme l’ASEAN, l’ALENA ou le Mercosur, et nombre de ses attributs sont ceux d’une nation indépendante : un drapeau, un hymne, une fête de fondation, une monnaie unique, ainsi qu’une politique étrangère et de sécurité commune en germe, dans ses relations avec les autres nations. Aussi, nombre de ses caractéristiques propres à une nation ont des chances de s’accroître à l’avenir. Nous avons donc estimé qu’il était approprié d’inclure des renseignements basiques sur l’UE, en tant qu’entité nouvelle et distincte, dans The World Factbook. Cependant, à cause des statuts particuliers de l’UE, sa description est placée après les fiches-pays ordinaires. »

Jusqu'en décembre 2004, l'Union européenne était exclue du Factbook.

#### United States Pacific Island Wildlife Refuges et les Îles Éparses
Dans l’édition 2006 de The World Factbook, les entrées Île Baker, Île Howland, Île Jarvis, Récif Kingman, Atoll Johnston, Atoll Palmyra et les Îles Midway ont été fusionnés en United States Pacific Island Wildlife Refuges. Les anciennes entrées pour chaque zone insulaire demeurent en tant que redirection sur le site web du Factbook. Le 7 septembre 2006, la CIA fusionna également les entrées Bassas da India, île Europa, les îles Glorieuses, Île Juan de Nova et île Tromelin en les Îles Éparses. Tout comme avec la nouvelle entrée « United States Pacific Island Wildlife Refuges » les anciennes entrées sont toujours en place en tant que lien de redirection sur le site web. Le 19 juillet 2007, l'entrée pour les îles Éparses et les redirections pour chaque île furent supprimées, car celles-ci forment le cinquième district des Terres australes et antarctiques françaises depuis le 23 février 2007.

#### Yougoslavie / Serbie et Monténégro / Serbie

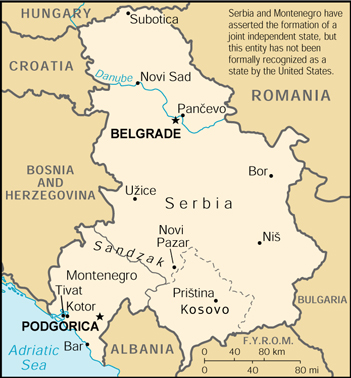
Une carte de la Yougoslavie issue de l'édition 2000 du The World Factbook. Un avertissement est imprimé dans l'angle supérieur droit, et les capitales des deux États sont nommées sur la carte.

L’histoire de la Yougoslavie au sein du Factbook est confuse. Avant 1992, la république fédérative socialiste de Yougoslavie (RFSY) était inclus dans le Factbook. En 1992, l’entrée fut supprimée et des entrées furent rajoutées pour toutes les anciennes républiques. En faisant cela, la CIA lista la république fédérale de Yougoslavie (RFY) comme Serbie et Monténégro. Ceci fut établi en concordance avec la décision datée 21 mai 1992 prise par le gouvernement américain de ne pas reconnaître la RFY (ou tout autre république) comme l’État successeur de la RFSY. Le gouvernement décida aussi de ne pas reconnaître la RFY elle-même comme un État.
Ce point de vue est clairement expliqué dans un disclaimer imprimé dans le Factbook :

« Serbia and Montenegro have asserted the formation of a joint independent state, but this entity has not been formally recognized as a state by the US. The US view is that the Socialist Federal Republic of Yugoslavia (SFRY) has dissolved and that none of the successor republics represents its continuation. »

« La Serbie et le Monténégro ont affirmé la création d’un État commun indépendant, mais cette entité n’a pas été officiellement reconnue comme un État par les États-Unis. L’avis des États-Unis est que la république fédérative socialiste de Yougoslavie (RFSY) s’est dissoute et qu’aucune des républiques qui lui ont succédé ne représente sa continuation. »

Outre ce disclaimer, les républiques de Serbie et Monténégro sont traitées séparément. En octobre 2000, Slobodan Milošević abdiqua après avoir perdu au cours des élections qui se sont tenues au cours du mois précédent ; cet événement entraîna un changement dans l’édition 2001 du Factbook, les entrées Serbie et Monténégro étant fusionnées en Yougoslavie. Le 14 mars 2002, un traité fut signé afin de transformer la RFY en un État nommé Serbie-et-Monténégro, et prit effet le 4 février 2003 ; l’entrée de la Yougoslavie changea de nom dans les deux mois suivants. Deux semaines après la déclaration d’indépendance du Monténégro, deux profils furent rajoutés dans le Factbook pour la Serbie et le Monténégro.[réf. nécessaire]

### Géographie
La carte des États-Unis référence Prudhoe Bay comme étant la seule autre ville d'Alaska avec Anchorage. Pourtant, bien qu'étant le lieu d'un gisement de pétrole où travaillent plusieurs milliers d'ouvriers saisonniers, la population permanente de la ville n'est que de cinq résidents, selon un recensement de 2000.

### Divers
Avant 1998, le profil du Royaume-Uni affirmait que celui-ci devint indépendant le 1er janvier 1801. Cette description confuse, faisant allusion à l'Acte d'Union de 1801, a été depuis largement répandue.
Le Factbook utilise en standard l’anglais américain. Par conséquent, le nom des différents partis travaillistes est orthographié Labor et non Labour.
Le modèle orthographique du Factbook se reporte à l'US Board on Geographic Names et à la CIA elle-même ; en conséquence le nom de l'ancien leader d'Al-Qaïda est orthographié Usama Bin Ladin et celui de l'ancien dirigeant de la Libye, Muammar al-Qadhafi.

## ISBN
Les numéros ISBN pour les éditions gouvernementales du Government Printing Office (GPO) et les rééditions de Potomac Books et de Skyhorse Publishing du Factbook sont répertoriés sur le site internet du GPO.